# Ема (певица)
Емануела Мароне (на италиански: Emmanuela Marrone; * 25 май 1984 във Флоренция, Италия), известна като Ема Мароне (Emma Marrone) или само Ема, е италианска певица, авторка на песни и актриса.
Пее в стиловете поп и рок. Отличава се с мощен и дрезгав глас.
След известен опит с различни групи изгрява като соло изпълнителка между 2009 и 2010 г.: през март 2010 г. печели 9-тото издание на италианското шоу за таланти „Приятели на Мария де Филипи“ и подписва договор с лейбъла „Юнивърсъл Мюзик Груп“.
През 2012 г. завоюва първо място на ежегодния Фестивал на италианската песен в Санремо с песента Non è l'inferno (Не е ад). Към 2022 г. е издала един EP албум, шест студийни албума и 39 сингъла, като получава два мултиплатинени, редица платинени и два златни диска за продажби.
През 2014 г. е избрана за представителка на Италия на песенния конкурс „Евровизия 2014“, проведен в датската столица Копенхаген: с песента „Моят град“ (La mia città) се класира на 21-во място.
По време на кариерата си е удостоена с няколко награди, включително Венецианската музикална награда, Наградата TRL, 3 награди на Ем Ти Ви и множество Музикални награди „Уинд“ за продажбите на своите студийни и концертни албуми, и сингли, завоювали златни, платинени и мултиплатинени плочи за продажби. По време на кариерата си е номинирана и за Музикалните награди на Ем Ти Ви Европа и за Световните музикални награди.
От 2012 г. свири на китара пред публика. Избрана е за артистичен директор на един от отборите в „Приятели на Мария де Филипи“.
Участва в няколко благотворителни каузи: става участничка в движение, защитаващо правата на жените, а след като през 2009 г. разбира в навечерието на свое мини-турне, че има тумор и претърпява спешна операция, за да ѝ бъде отстранен, Ема открива кампания срещу рака. Обявява се срещу ядрената енергетика и призовава хората да ѝ окажат подкрепа, застава срещу наркотиците. Работи за обувната компания „Ишикава“, където се труди собственоръчно за направата на над 300 чифта обувки в помощ на болните деца.

## Биография и кариера

### Ранни години
Родена е във Флоренция, Тоскана през 1984 г. Прекарва ранното си детство в град Сесто Фиорентино. Когато е на 4 г., се мести със семейството си в град Арадео в провинция Лече, откъдето са родителите ѝ. Наследява страстта към музиката от баща си Розарио, който, забелязвайки предразположеността ѝ, я включва на 9-годишна възраст в групата си Карадреон, а понякога и в група H2O, където е китарист. Това дава шанс на малката Мароне да пее по фестивали и в клубове.
Завършва класическа гимназия, като пише дипломна работа на тема музика. След това работи като складова работничка и три години е продавачка в магазин за дрехи.

### 2003 – 2009 г.: дебют
Професионалната кариера на певицата започва през 2003 г. с участието ѝ във втория сезон на шоуто за таланти Popstars (преименувано по-късно на Superstar Tour). Програмата цели да сформира музикална група от три момичета с договор с Юнивърсъл Мюзик Груп. Ема заема първо място и сформира с Лаура Пизу и Коломба Пане групата „Лъки Стар“. Скоро след това групата участва в Италианските музикални награди за лансирането на сингъла си „Стил“ (Stile), излязъл през 2003 г. с лейбъла Юнивърсъл и пожънал добър успех. След излизането му групата се отдалечава от проекта за албум. Представителките ѝ се събират отново през 2005 г. за записа на тематичната песен на анимационния сериал Уич, носеща същото заглавие и съдържаща се в денс албума им LS3. Впоследствие групата се разпада.
През 2007 г. Ема сформира алтернативната рок група MJUR, акроним на Mad Jesters Until Rave. През 2008 г. групата издава чрез Дракма Рекърдс албума Mjur; всички песни в него са написани от Ема. Тя се разпада през 2009 г.
Между 2007 и 2009 г. Мароне, като певица, е член на групата на чичо ѝ Анонимо Соул. В периода, предхождащ участието ѝ в шоуто за таланти „Приятели на Мария де Филипи“, в продължение на година е член на групата на баща ѝ H2O.

### 2009 – 2010 г.: победа в шоуто „Приятели на Мария де Филипи“ и миниалбумOltre
През 2009 г. Ема Мароне се явява на прослушването за 9-тото издание на популярното италианско телевизионно шоу за таланти „Приятели на Мария де Филипи“ (Amici di Maria de Filippi). През септември 2009 г. тя става част от участниците в шоуто благодарение на силното желание на музиканта Чарли Рапино. По време на участието си записва няколко песни като „Наистина“ (Davvero) и „Луд рай„ (Folle paradiso), включени в компилацията Sfida, както и „Прекрасна“ (Meravigliosa), която достига деветата позиция на Топ Сингли на Италия (въпреки че не е извлечена като такива) и е включена в компилацията 9. На финала на шоуто на 29 март 2010 г. Ема Мароне е обявена за победителка на „Приятели“.
На 16 март 2010 г., след подписване на нов договор със звукозаписната компания Юнивърсъл Мюзик Груп, този път като солистка, излиза първият ѝ миниалбум „Отвъд“ (Oltre). То съдържа седем песни, включително дебютния ѝ сингъл „Топлина“ (Calore), представен на публиката на шоуто за таланти „Приятели“. Сингълът достига първата позиция в Италианската класация за сингли и е сертифициран с платинен диск за над 30 хил. продадени копия. Oltre също така достига първата позиция в Класацията на албумите на FIMI и е сертифициран с двойно платинен диск през първите две седмици от излизането си за повече от 120 хил. продадени копия; албумът се оказва вторият най-продаван албум в Италия през 2010 г. и заема 85-а позиция в Швейцария. На 28 май 2010 г. Ема участва в Музикалните награди „Уинд“ и е удостоена с наградата „Мултиплатинено CD“ за миниалбума ѝ Oltre, връчена ѝ от идола ѝ Джана Нанини.
Първото ѝ турне е от юни до септември 2010 г. и е озаглавено Ahi ce sta passu – фраза на диалекта на Саленто, която в превод означава „Ох, какво преживявам“. Между юни и юли същата година Ема участва в Amici Tour 2010 заедно с всички участници от вечерта на 9-тото издание на шоуто за таланти „Приятели на Мария де Филипи“. През лятото на 2010 г. тя получава и наградата за най-добър женски глас на 2010 г. на Венецианските музикални награди. През януари 2014 г. миниалбумът Oltre получава троен платинен диск за повече от 150 хил. продадени копия. През юли е издаден вторият сингъл от албума Oltre: „Безплатна мечта“ (Un Sogno A Costo Zero). След турнето излиза видеоклип към третия ѝ сингъл „Изглежда странно“ (Sembra Strano).

### 2010 - 2011 г.: албумA me piace cosìи участие във Фестивала в Сан Ремо 2011
На 19 октомври 2010 г. излиза първият самостоятелен студиен албум на Ема „На мен се харесва така“ (A me piace così). Албумът, предшестван от сингъла „С облаците“ (Con le nuvole), издаден на 24 септември 2010 г., и дебютира на втора позиция в класацията на албумите на FIMI, докато в Швейцария достига 50-та позиция на Швейцарския хит парад. От 19 ноември 2010 г. влиза в радио ротация вторият сингъл „Залюлей ме“ (Cullami). На 30 ноември излиза специалното издание на A me piace così, съдържащо миниалбума Oltre и две оригинални песни: „Любовта, която имам“ (L'amore che ho), написана от Нефа, и кавър на (Sittin 'on) the Dock of the Bay, изпята с Крейг Дейвид и също така включена в дигиталната версия на албума на британския певец Signed Sealed Delivered.
През 2011 г. Ема излиза на сцената на Фестивала в Сан Ремо“ заедно с група Модà. Те заемат второ място с песента „Ще дойде“ (Arriverà), като по този начин отстъпват първото място на Роберто Векиони. След това участие на 16 февруари 2011 г. излиза изданието от Санремо на A me piace così. На третата вечер от фестивала, озаглавена „Родена да обединява“ и посветена на 150-годишнината от Обединението на Италия, Ема с Модà изпълняват Here's to You (балада на Сако и Ванцети). Песента е изпълнена от Мароне в телевизионното предаване Annozero с водещ Микеле Санторо, който силно желае Ема за гостенка на предаването му.
Arriverà успява в дебюта си, достигайки първата позиция в Топ сингли. През същия месец Ема е номинирана за Наградите TRL за 2011 г. в категорията за най-добър изпълнител на шоу за таланти. Следващият 15 април новият сингъл „Аз за теб съм любовта“ (Io son per te l'amore) влиза в радио ротация.
В очакване на лятното турне, през пролетта на 2011 г. Ема е подгряваща изпълнителка на Тейлър Суифт в единствената италианска спирка от нейното турне и в три етапа от турнето на Джана Нанини. На 2 май гостува на музикалната телевизионна програма Due по Rai 2, водена от Джани Моранди и Роберто Векиони, с които пее в дует през вечерта. На 29 май открива финала на Купата на Италия по футбол на Олимпийския стадион в Рим, пеейки италианския национален химн. Между юни и юли е ред на турнето ѝ Mi piace così Tour 2011. и в същото време открива два концерта на Васко Роси от турнето му Vasco Live Kom '011.
През юли 2011 г. участва в Театрално-песенния фестивал на Джорджо Габер в памет на певеца и автора на песни Джорджо Габер, изпълнявайки песните „Не се чувствам италианец“ (Io non mi sento italiano) и „Свобода“ (Libertà). В същия период участва в Музикалните награди „Уинд“, където е отличена с наградата „Платинено CD“ за албума A me piace così и с наградата „Платина за дигитални песни“ в сътрудничество с група Модà за сингъла Arriverà. През септември албумът вече е двойно платинен за над 120 хил. продадени копия, а едноименният сингъл е сертифициран като мултиплатинен за над 60 хил. продадени копия.

### 2011 – 2012 г.: албумSarò Liberaи участие във Фестивала в Сан Ремо 2012
На 20 септември 2011 г. излиза новият албум на певицата, носещ името „Ще бъда свободна“ (Sarò Libera), предшестван от едноименният сингъл, издаден на 2 септември. Продадени са над 120 хил. копия, което прави албума мултиплатинен. Сингълът, сертифициран като златен, достига четвърта позиция в Топ сингли, а албумът отива директно на първа позиция в класацията на FIMI за изпълнители. Албумът е официално сертифициран през август 2012 г. като двойно платинен за над 120 хил. продадени копия. На 28 октомври 2011 г. излиза вторият сингъл „Между страст и сълзи“ (Tra passione e lacrime).
През януари 2012 г. Ема има камео във филма „Добре дошли на север“ (Benvenuti al Nord), където в края на филма и във финалните надписи пее Volare (Nel blu dipinto di blu) на Доменико Модуньо.
На 15 януари 2012 г. е обявено участието ѝ във Фестивала в Санремо през 2012 г. с песента „Не е ад“ (Non è l'inferno), написана за нея с текст на Кеко Силвестре и с музика на Лука Сала и Енрико Палмози; по този повод излиза Санремо издание на албума ѝ Sarò libera. На третата вечер на фестивала тя прави дует с Гари Гоу в If Paradise Is Half as Nice, а на четвъртата – с Алесандра Аморозо в Non è l'inferno. На 19 февруари 2012 г. Ема е обявена за победителка на фестивала. Песента, която влиза директно на първата позиция в Топ сингли. през септември е сертифицирана с мултиплатинен диск за повече от 60 хил. продадени копия. В Швейцария сингълът достига 19-та позиция в Швейцарския хитпарад, оставайки в него през следващите три седмици, докато албумът Sarò libera - Sanremo Edition достига 43-та позиция като максимум, оставайки в класацията в продължение на осем седмици. През същия месец певицата е номинирана за Kids' Choice Award 2012 в категорията „Най-добър италиански певец“.
На 31 март 2012 г. тя се завръща в шоуто за таланти „Приятели на Мария де Филипи“ на вечерта на 11-тото му издание, влизайки отново в състезанието в категория Big, впоследствие спечелена от Алесандра Аморозо. Аморозо споделя наградата, състояща се от безплатен концерт на Арена ди Верона, с Ема. По време на излъчването е публикувана песента, която Ема пише за Антонино Спадачино, озаглавена „Остани още малко“ (Resta ancora un po'), която достига шестата позиция в Топ сингли.
Успоредно с това тя е кръстница на Музикални награди „Хюндай“, чиято награда е договор за звукозапис с Юнивърсъл Мюзик Груп. През същия период има две номинации за наградите TRL за 2012 г. за Най-добър фен и Italians do it better, като печели последната. На 27 април 2012 г. е издаден четвъртият ѝ сингъл „Търсех любов“ (Cercavo amore), който остава на върха на италианската класация за сингли в продължение на две седмици и впоследствие е сертифициран като платинен от FIMI, а в Швейцария дебютира на 68-а позиция.

През май 2012 г. певицата участва в Музикални награди „Уинд“, по време на които е удостоена с наградата „Платинено CD“ за албума си Sarò libera, изпълнява Cercavo amore и прави дует с Пино Даниеле в песните „Аз за нея“ (Io per lei) и „Кога“ (Quando). Следващия месец албумът ѝ е двойно платинен и впоследствие той прави 87 последователни седмици в класацията. На 10 юли 2012 г. е пуснат официалният ремикс на сингъла Cercavo amore, направен от Алекс Гаудино и Джейсън Рууни и съдържащ две песни. Cercavo amore е избрана да бъде едно от парчетата на танцувалната игра Just Dance 4 (единствената присъстваща песен на италиански език), достъпна от 2 октомври 2012 г. по цял свят. 
Третото ѝ турне Sarò Libera Tour започва през юли и завършва през декември: продадени са над 160 хил. билети (с изключение на изпълненията със свободен вход) и почти всеки концерт е разпродаден. Концертът на победителя - Tezenis Live на Алесандра Аморозо и Ема, проведен на 5 септември на Арена на Верона, е излъчен по Canale 5 на 6 септември. На 17 септември 2012 г. е извлечен петият сингъл „Проклет да е онзи ден“ (Maledetto quel giorno).
На 8 октомври 2012 г. Ема участва в Puglia Sounds in London – събитие, създадено, за да се чуе пулийска музика в чужбина, проведено в Аудиториум KOKO в Лондон. На 6 ноември е разкрит списъкът с песни от тройния албум Per Gaber... io ci sono в памет на Джорджо Габер, в който Ема участва с песента „Свонодата“ (La libertà).
На 12 ноември в сайта на вестник „Кориере дела Сера“ е публикуван видеоклипът на Non sono solo te – първият, в който Мароне е в ролята на режисьор и сценарист.

### 2013 – 2014 г.: албумSchiena, участие в Евровизия 2014 и концертен албумE Live
През 2013 г. Ема Мароне се записва в SIAE (Италианското дружество на авторите и издателите), където депозира солови песни, чийто автор е под името Мароне Емануела. Преди соловата си кариера тя е автор на песните на музикалната група MJUR. През февруари същата година е номинирана за годишните награди Nickelodeon Kids' Choice Awards в категорията за най-добър италиански певец. В същия период тя пее в дует с Аннализа песента „За Елиза“ (Per Elisa) на Аличе по повод четвъртата вечер на Фестивала в Санремо 2013, посветена на Sanremo Story, както и е избрана за художествен ръководител на отбор в 12-тото издание на шоуто за таланти „Приятели на Мария де Филипи“, влизайки в конкуренция с отбора на Мигел Бозе (по-късно заменен от Елеонора Абанято). Рапърът Морено, принадлежащ към екипа на Мароне, печели победата в шоуто
На 22 март 2013 г. излиза сингълът ѝ „Обичай ме“ (Amami), предшестващ издаването на третия ѝ студиен албум „Гръб“ (Schiena) на 9 април. Продуциран от певеца Брандо, албумът дебютира на върха на Италианската класация за албуми, запазвайки позицията си през следващите три седмици и е сертифициран с платинен диск от FIMI на 21 юни. Той впоследствие се оказва петият най-продаван албум в Италия за 2013 г. и е три пъти платинен в Италия на 23 май 2014 г. за над 150 хил. продадени копия. За промоцията на албума е обявено турнето Schiena Tour на 7 май, на което Мароне пее в големите италиански спортни зали от ноември до декември 2013 г. с непрекъснато разпродадено турне и с общо над 85 хил. зрители. На 3 юни 2013 г. тя е отличена на Музикалните награди „Уинд“ с Наградата за златно CD за албума си Schiena и с Наградата за Платинени дигитални песни за сингъла Amami, който изпълнява на вечерта; на 15 юни е наградена с Наградите на Ем Ти Ви 2013 г. в категорията Wonder Woman.
На 21 юни излиза вторият ѝ сингъл „Забравям всичко“ (Dimentico tutto), написан от Незли и представен в две вечери на Summer Festival 2013. На 26 август сингълът е златен за над 15 хил. продадени копия, а на следващия месец е платинен.
На 24 август Ема участва в Нощта на таранта в Мелпиняно, като изпява две песни на диалекта на Саленто: Lu rusciu de lu mare и L'Acqua de la funtana.
През септември има 6 номинации на Световните музикални награди: най-добра песен (с Amami), най-добър албум (със Sarò libera и Schiena), най-добър видеоклип (пак с Amami), най-добра изпълнителка, най-добро изпълнение на живо и най-добър изпълнител. Също през септември 2013 г. е номинирана като единствена жена в категорията за най-добър италиански изпълнител на Музикалните награди на Ем Ти Ви Европа.
На 11 октомври в радио ротация влиза третият ѝ сингъл „Любовта не ми харесва“ (L'amore non mi piace), издаден едновременно с обявяването на преиздаването на албума ѝ Schiena. Озаглавено Schiena vs Schiena, преизданието се състои от два компактдиска: първият се състои от оригиналния албум с добавка на оригиналната песен La mia città, докато вторият се състои от преаранжировки в полуакустична версия на всички песни от албума. Сред парчетата в полуакустичната версия има версия на Dimentico tutto в стил реге, като част от текста е пренаписана на салентински диалект.
През ноември Ема гостува на предаването Unici: Mina d'altro canto, за да отпразнува заедно с други певци нейния идол Мина. През декември 2013 г. сингълът L'amore non mi basta e сертифициран със злато за над 15 хил. продадени дигитално копия. На 22 декември Ема е на Медиоланум Форум в Асаго като специална гостенка на Семейното коледно шоу на Лаура Паузини. На събитието тя пее в дует с Паузини песента „Сякаш никога не е било любов“ (Come se non fosse mai stato amore).
На 21 януари 2014 г. от телевизия RAI оповестяват, че Ема ще представи Италия на песенния конкурс „Евровизия 2014“. Три дни по-късно става ясна и конкурсната песен, а именно „Моят град“ (La mia città), чийто автор е тя. На събитието певицата се класира на 21-ва позиция – един от най-ниските резултати някога за италиански изпълнител.
Междувременно на 24 януари в радио ротация влиза четвъртият сингъл от албума ѝ Schiena: „Не дишам“ (Trattengo il fiato), който впоследствие е сертифициран със златен диск за над 15 хил. продадени копия. През февруари 2014 г. песента ѝ „Вода и лед“ (Acqua e ghiaccio) е включена в саундтрака на минисериала „Червени гривнички“ (Braccialetti rossi). По повод на Венецианския карнавал Ема е удостоена с Награди Кавалкина 2014, предназначени да „прославят необикновените личности, които за своя творчески и изпълнителски талант и начин на живот са международно признати като уникален и неподражаем художествен символ“. На 17 март е пуснат видеоклипът на La mia città. На 20 юни певицата е гостенка на Radio Italia в мини лайв в Casa Azzurri в Ресифи (Бразилия) по повод Световното първенство по футбол 2014.
От 6 юли тя започва със седем дати лятно минитурне, наречено Emma Limited Edition, с нулева дата на 2 юли в Кампионе д'Италия и след това продължава на Арена на Верона на 7 юли. На турнето тя се представя за първи път с оркестър от 13 души, дирижиран от маестро Давиде ди Грегорио, изпълнявайки всяка песен с нов аранжимент. На всеки етап има гост: на първата среща е испанският певец Давид Бисбал, а на останалите – Лоредана Берте, Алесандра Аморозо, Фиорела Маноя, Руфъс Уейнрайт и Малика Аян.
През юни 2014 г. Ема участва в първите два епизода на Летния фестивал (Summer Festival 2014). Песните La mia città и Amami са номинирани за конкурса, организиран от радио RTL 102.5 – Награда „RTL 102.5 Песен на годината 2014“. Тя също така участва във вечерната награда, като завършва първа с La mia città в праймтайма. На 29 юли сингълът на Давид Бисбал Hombre de tu vida, направен в дует с Мароне, е пуснат за цифрово изтегляне. През август певицата си сътрудничи с Bundamove в песента „Корени и прах“ (Radici e polvere) и в същия период обявява датите на зимното си турне Emma 3.0, което стартира през ноември.
На 1 септември тя прави дует с неаполитанския певец и автор на песни Пино Даниеле по време на концерта му Nero a metà на Арена на Верона. В края на спектакъла, в който пее Je so pazzo и Nun me scuccià, Ема благодари на Даниеле с фразата „Благодаря ти, Пино, ти ми позволи да изпусна парата. Но преди всичко ми подари мечта".
На 10 октомври 2014 г. Ема публикува обложката на сингъла си „Остани още малко“ (Resta ancora un po') във Фейсбук, написана от нея и преди това записана като сингъл от Антонино Спадачино през 2012 г. в албума Libera questoanima. Версията на Мароне, една седмица след излизането си, дебютира на 16-та позиция в Топ сингли и предшества издаването на концертния ѝ албум E Live, издаден на 11 ноември 2014 г. И албумът, и сингълът постигат златен статут, като първият е продаден в над 25 хил. копия, а вторият – в над 15 хил. в цифров вид.
На 12 декември 2014 г. излиза сингълът на група Модà „Като на филм“ (Come in un film), направен с вокалното участие на Ема.

### 2015 – 2017 г.: Телевизионни участия, албумAdesso
През 2015 г. Карло Конти, артистичен директор на Фестивала в Санремо, избира Ема за съводеща на фестивала заедно с Ариза и актрисата Росио Муньос Моралес. Участието ѝ е официално обявено на 13 януари 2015 г. на пресконференция в казиното на Санремо. Веднага след участието ѝ стартира вторият сезон на телевизионния сериал „Червени гривнички“, в чийто саундтрак Ема изпълнява „Ако се родиш отново“ (Se rinasci).
На 9 февруари тя е представена в сп. „Ролинг Стоун Италия“ в изданието, озаглавено „100-те лица на италианската музика“, което събира най-влиятелните лица на италианската музикална сцена. През същия месец Ема официализира завръщането си като артистичен директор на вечерта на 14-тото издание на шоуто за таланти „Приятели на Мария де Филипи“, в чийто първи епизод изпълнява песента „Карузо“ на Лучо Дала. На 17 април излиза сингълът „Сега или никога вече“ (Ora o mai più) на италианския продуцент Дон Джо, в който Мароне участва вокално.
На 25 май тя получава Наградата за телевизионна режисура за 2015 г. за участието си в „Приятели“ и във Фестивала в Санремо през 2015 г. Три дни по-късно, по случай втората годишнина от Истанбулската конвенция, си сътрудничи с Кармен Консоли, Джана Нанини, Елиза, Ирене Гранди и Нада в песента „Госпожата на 5-тия етаж“ (La Signora del quinto piano). На 4 юни е наградена на Музикални награди „Уинд“ със златен диск заради продажбите на концертния ѝ албум E Live и посвещава наградата на Пино Даниеле, изпълнявайки песента му Napule è.
На 19 юни е пуснат сингълът ѝ „Дълбоки очи“ (Occhi profondi), представен на живо за първи път на Летния фестивал 2015 (Summer Festival 2015), в който певицата участва като специално жури. Впоследствие той е сертифициран с двойно платинен диск от FIMI за над 100 хил. продадени копия. На 7 септември Ема гостува на концерта на Фиорела Маноя на Арена ди Верона, на който присъстват и други изпълнители като Джей-Акс, Ноеми и Лоредана Берте. Месец по-късно е гост с Елиза на втория епизод на телевизионното шоу „Смели капитани“ (Capitani coraggiosi) с водещи Джани Моранди и Клаудио Балиони, като пее с Балиони последните ноти на „А ти“ (E tu) и след това „Но на кой му пука“ (Ma chi se ne importa) и „Може да се даде повече“ (Si può dare di più).
На 23 октомври излиза още един неин сингъл – „Ще дойде любовта“ (Arriverà d'amore), впоследствие платинен, а четири дни по-късно е обявен четвъртият ѝ студиен албум, озаглавен „Сега“ (Adesso). Той излиза на 27 ноември и включва 13 песни; дебютира на втора позиция в италианската класация за албуми и е сертифициран с двойно платинен диск от FIMI за продадени над 100 хил. копия. На 22 декември Ема гостува на телевизионната програма Panariello sotto l'albero, където изпълнява пет парчета: All I Want for Christmas Is You, A mano a mano, Malo, Amami и Arriverà l'amore.
На 22 януари 2016 г. излиза третият сингъл, извлечен от албума ѝ Adesso, озаглавен „Аз не се страхувам от теб“ (Io di te non ho paura). Месец по-късно е обявено участието ѝ в 15-тото издание на шоуто „Приятели“ като артистичен директор на Белия отбор в двойка с певицата Елиза.
През 2016 г. Мароне пее в дует с Лоредана Берте песните „Не съм дама“ (Non sono una signora) и „Нямам мъже приятели“ (Amici non ne ho) от албума на Берте Amici non ne ho... ma amiche sì!, с Елиза песента „Вече се усмихвам“ (Sorrido già) от албума на Елиза On и с Рон песните „Град за пеене“ (Una città per cantare) и „Затворничка на разстояние“ (Prigioniera a distanza) от албума на Рон Una città per cantare. На 8 март платформата Спотифай обявява, че от деня на пускането на приложението до 8 март Ема е най-слушаната италианска певица в платформата.
На 14 май 2016 г. Ема гостува на концерта на Джана Нанини на Арена ди Верона, като пее в дует с нея някои от нейните песни, а на 1 юни на същото място гостува и на Ренато Дзеро, с когото изпълнява „Плажове“ (Spiagge) и „Винаги“ (Sempre) в знак на почит към Габриела Фери. Също през юни 2016 г. тя участва в многобройни италиански музикални събития, включително в Музикални награди „Уинд“, където печели две награди, и пее сингъла Libre за първи път заедно с Алваро Солер, в Наградите на Ем Ти Ви, където печели в категорията „Най-добра италианска изпълнителка", в концерта на Radio Italia Live, където изпълнява „Ще дойде любовта“ (Arriverà l'amore), „Аз не се страхувам от теб“ (Io di te non ho paura), „Раят не съществува“ (Il paradiso non esiste) и накрая в дует с Елиза и Джулиано Санджорджи „Вече се усмихвам“ (Sorrido già), и накрая в Летния фестивал 2016, на който тя присъства в продължение на три вечери.
На 8 август 2016 г. Ема е гост на Франко Батиато за Мило Фест в театър „Лучо Дала“, пеейки в дует с него. На 13 септември излиза Dentro è tutto acceso – колекция от мисли и снимки на певицата, публикувана от изд. „Мондадори“. На 18 ноември 2016 г. Ема пуска сингъла „Когато песните ще свършат“ (Quando le canzoni finiranno) – четвъртият и последен откъс от Adesso.
През април 2017 г. тя замества Морган като артистичен директор на Белия отбор в шоуто за таланти „Приятели“, започвайки от пети епизод.

### 2018 г.: албумEssere qui
На 2 януари 2018 г. Ема Мароне обяви издаването на петия студиен албум „Да бъдеш тук“ (Essere qui), който се състоя на 26 януари. Изцяло записан в Офичине Меканике в Милано, албумът е предшестван на 5 януари от сингъла „Островът“ (L'isola). Впоследствие са издадени още два сингъла от албума: „Ефект на доминото“ (Effetto domino) и „Говориш ми тихо“ (Mi parli piano).
Албумът е популяризиран и от турнето Essere qui Tour 2018 през май 2018 г., предшествано от две изпълнения на живо – в Токио на 21 април по повод фестивала Italia, my love! и в Лас Вегас на 25 април по време на Седмицата на латино музиката на Билборд. Освен това на 13 април албумът на Ема излиза и в Япония.
По време на турнето Ема е жури в някои епизоди на шоуто за таланти „Приятели на Мария де Филипи“. На 5 юни тя е наградена на Музикални награди „Уинд“ със златен диск за албума Essere qui, а на 7 юни гостува на вечерта, посветена на Пино Даниеле Pino è, където пее „Аз за нея“ (Io per lei). През юли 2018 г. участва в сингъла „Правя каквото си искам“ (Faccio quello che voglio) на Фабио Роваци, заедно с Нек и Ал Бано, макар и без да е спомената в сингъла.
На 16 ноември излиза преизданието, озаглавено Essere qui Boom Edition, съдържащо четири оригинални песни, включително сингъла „Световен“ (Mondiale).

### 2019 – 2022 г.: албумFortunaи компилацияBest of Me
През 2019 г. певицата издава шестия албум „Късмет“ (Fortuna), предшестван през септември от сингъла „Аз съм красива“ (Io sono bella). По-късно албумът е популяризиран и от синглите „Глупава радост“ (Stupida allegria) и „Сини светлини“ (Luci blu), издадени съответно на 6 декември 2019 г. и 6 март 2020 г. Престои специален концерт за 25 май 2020 г. и турнето Fortuna за есента, но поради пандемията от COVID-19 и двете събития са отложени за 2021 г.
На 4 февруари 2020 г. тя е супер гост на първата вечер на Фестивала в Санремо 2020, като първо сама изпява медли от хитовете си, а след това с актьорския състав на филма „Най-красивите години“ (Gli anni più belli), режисиран от Габриеле Мучино, в който Ема има главна роля заедно с Пиерфранческо Фавино, Клаудио Сантамария, Ким Роси Стюарт и Микаела Рамацоти в първия си опит като актриса. Филмът излиза на 13 февруари, но е изтеглен малко след това поради пандемията, за да се върне в кината едва на 15 юли.
Също през 2020 г. Мароне участва в италианския проект Allstars 4 Life – благотворителна инициатива в полза на италианския Червен кръст, за който на 8 май 2020 г. е издаден хоровият сингъл „Но небето е винаги синьо“ (Ma il cielo è sempre blu). Впоследствие певицата е жури в 14-тото издание на шоуто за таланти X Factor заедно с Мануел Аниели, Хел Ратън и Мика, капитан на категорията Under Men и успявайки да изведе конкурента си Блайнд на финала. По повод последния епизод Ема пее в дует с него кавър на „Краят“ (La fine) на Незли, а след това се изявява като гост със сингъла си Latina. През октомври 2020 г. излиза албумът Note di viaggio - Capitolo 2: non vi succederà niente в памет на Франческо Гучини, в който Ема изпълнява песента „Есен“ (Autunno) заедно с Роберто Векиони, като версията е оценена от самия Гучини.
На 15 януари 2021 г. излиза сингълът „Парче сърце“ (Pezzo di cuore), създаден съвместно с Алесандра Аморозо. На 4 юни е ред на „Какъв невероятен сън“ (Che sogno incredibile) – сингъл, записан заедно с Лоредана Берте. Двете песни предшестват компилацията Best of Me, издадена на 25 юни и съдържаща селекция от главните ѝ хитове, които са с нов аранжимент.
През 2022 г. тя участва във Фестивала в Санремо 2022 с песента Ogni volta è così (Всеки път е така), като се класира на шесто място.

## Музикални влияния и стил
Ема, поп рок певица и авторка на песни от италианската музикална сцена, се характеризира с дрезгав и шумен алтов глас с блус нюанси. Близка до музиката от детството си, тя идентифицира в Джана Нанини своята основна художествена отправна точка; всъщност е определена като нейна художествена наследничка. Сред другите ѝ художествени ориентири са Мина и Лоредана Берте. Нейният тембър е подчертан от критика Марио Луцато Фегиц; пианистът Надзарено Карузи също се спира на тембъра на Ема и на начина ѝ на пеене: „надарена с основен талант, тя създава впечатлението, че пее по инстинкт и това би могло също да увреди гласните струни“. Тогава Ема започва да се грижи за гласа си и заявява, че пеейки много, се е научила да използва и управлява по-добре своя тембър.

## Филантропия
От началото на кариерата си певицата участва в различни инициативи на солидарност, социална ангажираност и благотворителност. През февруари 2011 г. тя участва в демонстрацията Se non ora, quando (Ако не сега, кога) – движение, създадено да протестира в полза на правата на жените, и участва в същото движение през 2012 г. В няколко интервюта Ема заявява, че винаги, от много малка, е участвала в социални събития и че в продължение на една година е помагала на възрастни хора у дома им.
След операция от рак на матката тя популяризира кампания за повишаване на осведомеността за превенцията на рака сред младите хора. Още през 2010 г. е активна в тази сфера и заедно с другите дванадесет певци от 9-тото издание на шоуто за таланти „Приятели на Мария де Филипи“ издава благотворителния сингъла Cellule (Per rinascere basta un attimo) (Клетки (Да се преродиш само за момент)), приходите от който са дарени на Националния институт по раковите заболявания „Кралица Елена“ и на Дерматологичния институт „Сан Галиано“ в Рим. От май 2011 г. тя става лице на Италианската асоциация за изследване на рака. Също през 2011 г. дава лицето си на кампания, посветена на превенцията на рака на Националната асоциация за рак – НПО, работещо в областта на безплатното здравеопазване в дома и социалните грижи за болните от рак.
На 27 май 2012 г. Ема участва в Dream on Show – предаване, организирано от отдел „Политики за борба с наркотиците, министър за международното сътрудничество и интеграция“ на Председателството на Министерския съвет, за да изпрати послание срещу употребата на наркотици. На 11 юли участва в концерта SLAncio di vita срещу АЛС, насочен към финансиране на изследвания на амиотрофична латерална склероза. Също през лятото на 2012 г. си сътрудничи с Гражданска защита на милосърдието, като дарява всички приходи от концерта си в Ластра а Синя на 21 юли за закупуването на многофункционална машина.
От декември 2014 г. подкрепя Never Give Up – сдружение с нестопанска цел за изследване и лечение на хранителните разстройства.
На 11 юни 2022 г. участва в благотворителния концерт срещу насилието над жени Una. Nessuna. Centomila (Една. Никоя. Сто хиляди) на Камповоло в Реджо Емилия заедно с Елиза, Джорджа, Лаура Паузини, Алесандра Аморозо, Фиорела Маноя и Джана Нанини.

## Дискография

### Студийни албуми
- 2010 – A me piace così
- 2011 – Sarò libera
- 2013 – Schiena
- 2015 – Adesso
- 2018 – Essere qui
- 2019 – Fortuna

### Концертни албуми
- 2014 – E Live

### Сборни албуми
- 2021 – Best of Me

### Миниалбуми
- 2010 – Oltre

## Турнета
- 2010 – Ahi ce sta passu Tour
- 2011 – A me piace così Tour
- 2012 – Sarò libera Tour
- 2013 – Schiena Tour
- 2014 – Emma Limited Edition
- 2014 – Emma 3.0
- 2016 – Adesso Tour
- 2018 – Essere qui Tour
- 2019 – Essere qui Tour - Exit Edition
- 2021 – Fortuna Live

## Видеография

### Видеоалбуми
- 2015 – Trepuntozero

### Музикални видеоклипове
- 2010: Calore
- 2010: Un sogno a costo zero
- 2010: Sembra strano
- 2010: Con le nuvole
- 2010: Cullami
- 2011: Arriverà (с Модà)
- 2011: Io son per te l'amore
- 2011: Sarò libera
- 2011: Tra passione e lacrime
- 2012: Non è l'inferno
- 2012: Cercavo amore (в две версии: стандартна и ремикс)
- 2012: Maledetto quel giorno
- 2013: Amami
- 2013: Dimentico tutto
- 2013: L'amore non mi basta (в две версии: стандартна и полуакустична)
- 2014: Trattengo il fiato
- 2014: La mia città
- 2014: Resta ancora un po'
- 2014: Come in un film (с Модà)
- 2015: Ora o mai più (с Дон Джо)
- 2015: Occhi profondi
- 2015: Arriverà l'amore
- 2016: Io di te non ho paura
- 2016: Il paradiso non esiste
- 2016: Libre (с Алваро Солер)
- 2016: Quando le canzoni finiranno
- 2018: L'isola
- 2018: Effetto domino
- 2018: Mi parli piano
- 2018: Mondiale
- 2019: Io sono bella
- 2019: Stupida allegria
- 2020: Luci blu
- 2020: Latina
- 2021: Pezzo di cuore (с Алесандра Аморозо)
- 2021: Che sogno incredibile (с Лоредана Берте)
- 2022: Ogni volta è così

### Кино
- Benvenuti al Nord, реж. Лука Миниеро (2012)
- La cena di Natale, реж. Марко Понти (2016)
- Gli anni più belli, реж. Габриеле Мучино (2020)
- Il ritorno, реж. Стефано Киантини (2022)

### Телевизия

#### Телевизионни програми
- Приятели на Мария де Филипи (2009 – 2010, 2012 – 2013, 2015 – 2018)[230]
- Tu sí que vales (2014)
- Фестивал на италианската песен в Санремо (2015)
- Bake Off Celebrity (2016)
- X Factor (2020 – 2021)

## Награди и признания
- 2003 – Победа в шоуто за таланти Superstar Tour[21] (награда: договор с лейбъла Юнивърсъл Мюзик Груп и място в групата Лъки Стар, съставена от първите трима класирали се)
- 2010 – Победа в 9-тото издание на шоуто за таланти „Приятели на Мария де Филипи“[231]
- 2010 – Музикални награди „Уинд“ (Wind Music Award): Награда „Мултиплатинено CD“ за EP-то Oltre
- 2010 – Венецианска музикална награда: Най-добър женски глас[50]
- 2011 – Музикални награди „Уинд“: Награда „Мултиплатинено CD“ за албума A me piace così; Награда „Платинени дигитални песни“ за сингъла Arriverà[232]
- 2012 – Плоча на Улицата на Фестивала в Санремо (ул. Матеоти в Санремо) за песента Non è l'inferno
- 2012 – Награда TRL: Italian Do It Better[103]
- 2012 – Музикални награди „Уинд“: Награда „Мултиплатинено CD“ за албума Sarò libera[108]
- 2012 – Диск „Норба“ на Батити Лайв 2012[233]
- 2012 – Sanremo Hit Award Download на Sanremo Hit Award с група Модà за песента Arriverà[234]
- 2013 – Музикални награди „Уинд“: Награда „Златно CD“ за албума Schiena
- 2013 – Музикални награди „Уинд“: Награда „Платинени дигитални песни“ за сингъла Amami
- 2013 – Награди на Ем Ти Ви 2013: Wonder Woman
- 2013 – Награди Рокол 2013 (Rockol Awards 2013): Най-добър италиански албум за албума Schiena; Най-добро италианско видео за сингъла Amami; Най-добър концерт/фестивал/турне за турнето Schiena Tour[235]
- 2014 – Музикални награди „Уинд“: Награда „Мултиплатинено CD“ за албума Schiena
- 2014 – Награди „Кавалкина 2014“
- 2014 – Летен фестивал 2014 (Summer Festival 2014): Награда на епизода – Песен на лятото за La mia città (1-ви епизод)
- 2015 – Място в поп-рок речника „Дзаникели“[236]
- 2015 – Награда за телевизионна режисура: Най-добра телевизионна програма за „Приятели на Мария де Филипи“; Най-добра телевизионна програма за Фестивал в Санремо 2015
- 2015 – Музикални награди „Уинд“: Награда „Златно CD“ за албума E Live
- 2015 – Италиански награди за латино музика (Latin Music Italian Awards 2015): Най-добро международно женско видео за песента Occhi profondi
- 2016 – Музикални награди „Уинд“: Награда „Платинено CD“ за албума Adesso; Награда „Платинен сингъл“ за сингъла Occhi profondi
- 2016 – Награди на Ем Ти Ви 2016: Най-добра италианска изпълнителка
- 2016 – Награда за телевизионна режисура: Топ 10 за „Приятели на Мария де Филипи“
- 2016 – Музикални награди „Бама 2016“: Най-добро женско изпълнение
- 2016 – Победа на 1-вото издание на шоуто Bake off Celebrity заедно с певеца Антонино[237]
- 2016 – Италиански награди за латино музика 2016: Най-добра международна изпълнителка на годината
- 2017 – Награди „Кока Кола Onstage 2017“: Най-добра изпълнителка
- 2017 – Награди на TIM Ем Ти Ви: Най-добра изпълнителка
- 2017 – Музикални награди „Уинд“: Награда „Платинено турне“ за турнето Adesso Tour; Награда „Арена“ за концерта срещу насилието срещу жени.
- 2018 – Музикални награди „Уинд“: Награда „Златно CD“ за албума Essere qui.
- 2019 – Музикална награда SEAT: Награда „Платинено турне“ за Essere qui Tour.
- 2019 – Награда „All Music Italia 2019“: Най-добър рок албум за албума Fortuna.
- 2020 – Награди „Onstage 2020“: Най-добра изпълнителка.
- 2020 – Награди „Diversity Media 2020“: Лице на годината.
- 2021 – Музикална награда SEAT: Награда „Арена“ като изпълнителката, първа открила сезона на летните концертни изпълнения.